# Ismat Čugtáí
Ismat Čugtáí (21. srpna 1915 Utar Pradéš – 24. října 1991 Maharaštra) byla urdská spisovatelka. Věnovala se tabu v životě indických muslimů a specificky sexualitě a homosexualitě a mnoha dalším tabuizovaným tématům, jako je například i život žen jako téma v literatuře. V indickém kontextu jsou mnohá její díla nahlížena jako kontroverzní právě pro společenská témata, jež zobrazují.